# Hadrobregmus americanus
Hadrobregmus americanus är en skalbaggsart som först beskrevs av Henry Clinton Fall 1905.  Hadrobregmus americanus ingår i släktet Hadrobregmus och familjen trägnagare. Inga underarter finns listade i Catalogue of Life.